# District de Schaffhouse
Le district de Schaffhouse est un ancien district suisse, situé dans le canton de Schaffhouse. Supprimé en 1999, il est toujours utilisés à des fins statistiques.

## Communes
- Bargen
- Beringen
- Buchberg
- Merishausen
- Neuhausen am Rheinfall
- Rüdlingen
- Schaffhouse

Les communes de Buchberg et de Rüdlingen forment une exclave située entre l'Allemagne et le canton de Zurich.